# Santino Andino
Pour les articles homonymes, voir Andino.
Santino Andino, né le 25 octobre 2005 à Villa Nueva, est un footballeur argentin qui joue au poste d'ailier gauche au Godoy Cruz.

## Biographie

### Carrière en club
Santino Andino est formé par le Godoy Cruz Antonio Tomba, où il commence sa carrière professionnelle en championnat d'Argentine. 
Il joue son premier match avec l'équipe première du club le 15 septembre 2024, entré en jeu lors d'un match nul 1-1 contre Sarmiento Junín en championnant. Dès la fin du mois, il marque son premier but contre le Club Atlético Huracán.

### Carrière en sélection
Début 2025, Andino est convoqué avec l'équipe d'Argentine des moins de 20 ans pour participer au Championnat d'Amérique du Sud des moins de 20 ans qui a lieu en janvier et février 2025,. L'Argentine termine à la deuxième place de la compétition, derrière un Brésil qu'elle avait pourtant humilié 6-0 en ouverture,, les argentins restant en tête du championnat jusqu'à la dernière journée, où il s'inclinent 3-2 contre le Paraguay de Luca Kmet et Diego León, leur première défaite de la compétition,,.

## Palmarès
Argentine -20 ans
- Championnat d'Amérique du Sud
  - Vice-champion en 2025